# Llanrumney
Llanrumney (en anglais) ou Llanrhymni (en gallois) est un quartier de la ville de Cardiff, au pays de Galles, disposant du statut de communauté.

## Géographie
Llanrumney se situe au nord-est du centre-ville de Cardiff, juste au nord du quartier de Rumney.

## Démographie
Au recensement de 2011, la communauté de Llanrumney comptait 11 060 habitants.